# Metacyclops leptopus
Metacyclops leptopus – gatunek widłonoga z rodziny Cyclopidae. Opisał go w 1927 roku niemiecki zoolog Friedrich Kiefer, nadając mu nazwę Cyclops leptopus.